# Obelerio degli Antenori
Obelerio degli Antenori, född under sent 700-tal, död omkring 831 i Venedig i Venedig, var en italiensk doge som regerade från år 804 till 811. 

## Biografi
Obelerio degli Antenori följde sina föregångares exempel när han utvalde sin bror Beato till biträdande doge. Han tillät också, helt olikt sina föregångare, frankiskt herravälde över Venedig i utbyte mot skydd från frankerna. Venedig var vid den här tiden alltså inte alls ännu det mäktiga rike det skulle komma att bli. Obelerio valde till och med en frankisk brud, Carola, den första dogaressan.
Obelerio och Beato upphöjde nu sin tredje bror, Valentino, till att bli doge även han. Det var droppen för folket, som just uthärdat ett krig med det bysantinska riket. Bröderna kallade in kung Pippin som belägrade Venedig. De tre sparkades ut från riket, och Agnello Participazio valdes till ny doge. Obelerio levde därefter i exil i Konstantinopel till 832, då han återvände för att på nytt ta makten men besegrades av Giovanni Participazio.